# きだてたく
きだて たく（1973年1月6日 -）は京都府京都市生まれの文房具ライター、収集家。
幼少期から非実用的で玩具・雑貨テイストの強い文房具を偏愛し、のちに「色物文具」というカテゴリを提唱。

## 経歴
印刷会社、スポーツ新聞の風俗広告を専門とする広告代理店、デザイン事務所を経て、2012年、フリーライターに。その間の1999年に色物文具専門サイト【イロブン】を開設し、自身で収集した5000点を超える世界最大級のコレクション（自称）の一部を公開する。一方、雑誌・WEBでは最新機能文房具のレビューも行う。
2007年には、高畑正幸、他故壁氏と文房具トークユニット「ブング・ジャム」を結成。トークライブなど文房具の面白さを啓蒙する活動を展開する。
2012年9月より@niftyのデイリーポータルZにライターとして、火曜日を担当（現在は月一回の執筆）。工作、調理、専門店めぐりを主題とした記事を得意とする。
2015年、漫画家の栗原まもると結婚。2017年4月には特撮ロケ現場にて爆破を背景に結婚写真の撮影を行い、その行程をデイリーポータルZの記事として公開した。
2017年4月からは大手文房具店の企画広報室に勤め、兼業ライターとして活動する。

## 人物
- 小学生の頃、勉強も運動も見た目も普通の人間がクラスでちやほやされるにはどうすれば良いかを考え抜いた結果「面白いおもちゃを持って行けばいい」→「学校におもちゃの持ち込みは違法」→「文房具なら合法」→「おもちゃのような面白い文房具を持ち込もう」という結論に辿り着く。ただし持ち込んだ文房具はほとんど教師に没収された。
- 文房具ライターとしては致命的なほどの悪筆。筆記具の紹介記事では「字が汚い人間でもましな字が書けるかどうか」を主眼にすることが多い[3]。

## 著書

### 単著
- 『イロブン 色物文具マニアックス』（ロコモーションパブリッシング、2005年12月25日）
- 『愛しき駄文具』（飛鳥新社、2014年9月10日）
- 『日本懐かし文房具大全』（辰巳出版、2016年6月11日）

### 共著
- 『筆箱採集帳』（ロコモーションパブリッシング、2009年1月24日）
- 『ブング・ジャムの文具放談1』（ステイショナー、2013年12月8日）
- 『筆箱採集帳 増補・新装版』（廣済堂出版、2014年9月30日）
- 『ブング・ジャムの文具放談スペシャル: 文房具黄金時代のレジェンド文具を語る』（ステイショナー、2014年11月25日）
- 『ブング・ジャムの文具放談3』（ステイショナー、2015年12月17日）
- 『あなたに教えたい!5分でわかる44の文房具トリビア』（セブンデイズウォー、2016年12月29日）
- 『ブング・ジャムの文具放談4』（ステイショナー、2017年2月14日）
- 『この10年でいちばん重要な文房具はこれだ決定会議』（スモール出版、2018年3月2日）

## 連載
- Bun2 (雑誌)(ステイショナー）『至高のイロモノ文具』（『色物文具で楽しめ』改題）　2008年2月号～
- GetNavi web (web)(学研プラス）文房具＆日用品カテゴリ　2016年3月28日～毎週月曜
- 価格.comマガジン (web)(価格.com）文具ソムリエール･菅未里と色物文具ライター･きだてたくの「文具対談」　2017年9月19日～毎月